# بیجنور
بیجنور (به انگلیسی: Bijnor) یک منطقهٔ مسکونی در هند است که در ایالت اوتار پرادش واقع شده‌است. بیجنور ۱۱۵٬۳۸۱ نفر جمعیت دارد و ۲۲۵ متر بالاتر از سطح دریا واقع شده‌است.